# Руш, Генрих Бернардович
Генрих Бернардович (Генрих Якоб) Руш (1855 — 22 августа 1905) — русский архитектор и художник немецкого происхождения.

## Биография
Окончил Императорскую академию художеств в Санкт-Петербурге по классу архитектуры с серебряной медалью. В Казань он приехал в 1880 году, где в 29 лет стал городским архитектором. Под его руководством шло строительство Александровского пассажа, Руш инициировал создание бесплатной воскресной школы рисования и черчения, стал её первым преподавателем.
Был лютеранином, уже в Казани перешел в католичество.
Вскоре его жизнь круто изменилась. «Борец с архитектурной скукой» был вынужден уйти на вольные хлеба и на протяжении нескольких лет доказывать своё право заниматься любимой профессией.

Подробности происходивших событий восстановил по архивным документам Сергей Саначин, казанский архитектор, изучивший историю жизни Руша, других великий казанских зодчих: 
«Скорее всего, сказались ревность, зависть коллег по цеху, чиновников от архитектуры, прежде всего, губернского инженера Льва Хрщоновича. Ведь не кто-нибудь, а сам великий князь принц Ольденбургский публично выразил Рушу своё одобрение за постройку Казанского ветеринарного института (сейчас здание завода „Электроприбор“). На паперти Богоявленской церкви для обозрения публики был выставлен проект умопомрачительной, невиданной прежде, уходящей в небеса колокольни. Вся Казань только об этом и судачила… Да и характер у Руша, видимо, был не сахар. Он мог заступиться за обиженного художника, не стесняясь в оскорбительных выражениях. Современники пишут, что Руш отличался даже манерой одеваться — был большим модником, недаром же его называли борцом со скукой в архитектуре». 
Неприятности начались в 1893 году, когда Руш решил «открыть в Казани Техническое бюро для приёма заказов на изготовление планов преимущественно художественных зданий и в особенности храмов». К прошению на имя начальника Казанской губернии он приложил копию не диплома, а всего лишь аттестата Академии художеств по архитектуре — чем не замедлили воспользоваться его недруги.
Один за другим посыпались документы о том, что Руш не имеет права именоваться архитектором и производить строительные работы. Он старается исправить недоразумение: запрашивает в академии копию своего диплома о том, что окончил с успехом академический курс наук, получил серебряную медаль и «удостоен звания Классного Художника… с предоставлением права производить постройки». Пишет губернатору, что «постройки под (его) наблюдением электрической станции в Казани, Адмиралтейской больницы и около сотни обывательских домов засвидетельствовали (его) строительные познания и добросовестное отношение к своим обязанностям…».
Выносится вердикт: «Проект колокольни утвердить с тем, чтобы постройка производилась под наблюдением архитектора, имеющего на то право». Так проект попадает в руки архитектора Михайлова, который вносит в него «значительные» изменения — убирает проходы для пешеходов по бокам от центрального проезда. И ещё жалуется в Губернское правление на Руша, который упрямо твердит, что колокольня на ул. Проломной построена именно по его проекту.
Дабы выяснить, по чьему в действительности проекту выстроена колокольня, Михайлову рекомендовали обратиться в суд. Данных о том, что тот судился с Рушем, нет.
Генрих Руш умер в 1905 году от воспаления лёгких в нужде и одиночестве.

## Творчество
В Казани он оставил не только прекрасные здания, но и массу полезных вещей. Например, техник (то есть главный инженер) Городской управы Руш боролся с выпуском нечистот из домов по Чёрноозёрской трубе. Разработал закрытый сифон, который по распоряжению Управы обязан был установить каждый домовладелец Казани, чтобы не распространялось зловоние.
Сохранились его колокольня, пассаж и дом Шамиля. В 1901 году в шпиль колокольни ударила молния. Деревянные перекрытия прогорели до самого низа, но здание выстояло, позже на нём установили громоотвод. В 1939 году колокольню хотели взорвать, но этого не произошло.
Работал в направлении эклектизма, имеет отношение к следующим зданиям:
- Александровский пассаж (1886) — работал прорабом[3]
- Павильон на Всероссийской промышленной и художественной выставке (1896)[1]
- Здание Железнодорожного вокзала (1896)
- Чернояровский пассаж (1901)[4]
- Дом Шамиля (1903, предположительно)
- Дом Кекина (1905) и др.